# Georg av Trebizond
Georg av Trebizond (grekiska: Γεώργιος Τραπεζούντιος), född 4 april 1395 på Kreta, död 1472 i Rom, var en bysantinsk filosof och humanist. Han är främst känd för att ha försvarat Aristoteles filosofi gentemot Platons filosofi. Georg av Trebizond riktade därtill skarp kritik mot Plethons försvar av Platon.